# 施莱夫赖森
施莱夫赖森是德国图林根州的一个市镇。总面积7.02平方公里，总人口429人，其中男性217人，女性212人（2011年12月31日），人口密度61人/平方公里。